# Tom Bender
Tom Bender fue un arquitecto que integró el grupo de los fundadores estadounidenses de la arquitectura sustentable y movimientos de sostenibilidad utilizando el concepto Biophilia. Desarrolló el concepto Biophilia práctica para impulsar una arquitectura que conecte el hombre con la naturaleza.

## Biografía
Empezó  su carrera en el temprano 1970, como arquitecto, autor, y planificador. Desde entonces ha sido también escritor en el campo emergente de la economía verde. También ha estudiado y escrito sobre filosofías arquitectónicas tradicionales de Asia.
Su trabajo de investigación, escritura y diseño arquitectónico desde los 1970, ha abrazado el campo del diseño arquitectónico solar. Bender fue profesor de arquitectura en la Universidad de Minnesota. En esta Universidad codirigió con Dennis Holloway el Proyecto Ouroboros y se considera una de las primeras manifestaciones de "resource-self-reliant houses".
Como Amory Lovins y algunos otros analistas modernos, Bender ha suscrito a la reducción del uso de energía en la sociedad, más que a un aumento masivo de la demanda de energía con producción centralizada. 
Tom Bender se trasladó al oeste a Oregón, donde  sirvió como asesor e investigador en temas energéticos del gobernador Tom McCall, durante la  crisis de energía de los 1970's.
Durante aquella década, Bender era también el coeditor de RAIN: Revista de Tecnología Apropiada, muy popular en los 70's entre los teóricos y practicantes de la "aproximación" verde a planificación urbana y diseño arquitectónico. Ha sido un ensayista popular desde aquel tiempo.
También en la década de los 1970, Bender empezó a desarrollar lo  qué se ha denominado economía "Factor 10". Estos son principios  de diseño y planeamiento  con los que  afirma conseguirá un orden de mejoras de magnitud en sustentabilidad y efectividad económica.
Estos principios han sido recibidos con interés por parte de gobiernos como los de Austria, el de los Países Bajos (o neerlandés), y el de Noruega, así como aprobación por la Unión Europea, el Consejo Empresarial Mundial para Desarrollo Sostenible y UNEP.
A partir del libro Biofilia del biólogo Edward O. Wilson, publicado en 1984 por la Universidad de Harvard, Bender desarrolla una visión aplicable a la arquitectura que denomina Biofilia Práctica. La mayor expresión de esta corriente de pensamiento en la arquitectura es un edificio para el Banco Astoria en su ciudad Manzanita en el estado de Oregón.
Él y su mujer, Lane de Moll, han cofundado la empresa llamada NeahCasa. En la actualidad viven en la zona de montaña Neahkahnie.

## Premios
- California Affordable Housing Award. (California Premio de Alojamiento Asequible), 1981.[7]
- Sustainable Community Solutions international competition award. (Soluciones Comunitarias sostenibles premio de competición internacional) otorgado por el Instituto americano de Arquitectos & Unión Internacional de Arquitectos, 1993
- National Award for Sustainable Design. (Premio nacional Diseño Sostenible) otorgado por AIA Arquitectura y el Programa de Energía Estados Unidos, 2001.
- Top 10 Green Buildings. (Los 10 mayores Edificios Verdes) del AIA para su proyecto del Banco Astoria en Manzanita, Oregón. 2002.[8][9]

## Libros y otros medios de comunicación
- The five horsemen of our apocalypse, Daily Astorian, 6/11/2009
- Sustainable Business: Economics, Architecture and Banking, GreenMoney Journal, Primavera 2010

- Environmental Design Primer (Diseño medioambiental Primer), 1973.
- Silence, Song & Shadows (Silencio, Sombras & de Canción), 2000.
- Building with the Breath of Life (Construyendo con la Respiración de Vida), 2000.
- Learning to Count What Really Counts: the Economics of Wholeness (Aprendiendo para Contar Qué Realmente Cuentas: la Economía de Wholeness), 2002.
- Building with the Breath of Life (Construyendo con la Respiración de Vida), DVD, 2003.
- The Cave Temples of India (Los Templos de Cueva de India), DVD, 2004.
- The Physics of Qi Energy (La Física de Qi Energía), DVD, 2007.
- The Economics of True Sustainability (La Economía de Sostenibilidad Cierta) 2013.